# Рута 37
Рута 37 — 8,8-метровий автобус середнього класу українського виробництва, що випускається Часово-Ярським ремонтним заводом на шасі ГАЗ 33104 "Валдай". Автобус комплектується дизельним двигуном, що відповідає вимогам норм Євро-2. Автобус прийшов на заміну моделі Рута 43.

## Модифікації
За час виробництва було виготовлено декілька модифікацій, що дещо відрізняються між собою:
- Рута 37 — міський автобус, пасажиромісткість (чол.): повна - 37, сидячих місць - 30;
- Рута 37 Інва — міський автобус, пасажиромісткість (чол.): повна - 39, сидячих місць - 23.

## Технічні характеристики
| Клас                                              | міський автобус                                     |
| Виробник                                          | "Часово-Ярський ремонтний завод"                    |
| Випускається                                      |                                                     |
| Кузов                                             | однозвенний, тримальний, вагонного компонування     |
| Гарантія на кузов                                 |                                                     |
| Ресурс кузова, не менше ніж                       |                                                     |
| Довжина, мм                                       | 8740                                                |
| Ширина по молдінгу, мм                            | 2380                                                |
| Висота, мм                                        | 2760                                                |
| Осі                                               | 2 штуки                                             |
| Колеса                                            |                                                     |
| Шини                                              |                                                     |
| Дорожній просвіт, мм                              |                                                     |
| Колісна база, мм                                  |                                                     |
| Споряджена маса, кг                               |                                                     |
| Повна маса транспорту, кг                         |                                                     |
| Передня колія, мм                                 |                                                     |
| Задня колія, мм                                   |                                                     |
| Максимальне навантаження на передню вісь, кг      |                                                     |
| Максимальне навантаження на задню вісь, кг        |                                                     |
| Висота підлоги першої сходинки, см                |                                                     |
| Підвіска, штук і тип                              |                                                     |
| Підйом, який може подолати автобус, %             |                                                     |
| Радіус повороту, ме менше, метри                  |                                                     |
| Настил підлоги                                    |                                                     |
| Поручні                                           | товстого типу з антикорозійною обробкою             |
| Сидіння                                           | м'які, роздільного типу                             |
| Висота салону, см, ззаду/зпереду                  |                                                     |
| Двері                                             | остеклені, одностворчасті поворотно розсувного типу |
| Формула дверей                                    |                                                     |
| Висота дверей, см                                 |                                                     |
| Ширина дверних пройомів у одностворних дверях, см |                                                     |
| Ширина дверних пройомів у двостворних дверях, см  |                                                     |
| Опалення у салоні                                 |                                                     |
| Вентиляція у салоні                               | через люки і зсувні кватирки                        |
| Кермо (з гідропідсилювачем)                       | ГАЗ                                                 |
| Сидячих місць, штук                               | 23-30                                               |
| Стоячих місць, штук                               | 7-16                                                |
| Повна місткість, чол                              | 37-39                                               |
| Передній міст                                     | ГАЗ                                                 |
| Задній міст                                       | ГАЗ                                                 |
| Коробка передач                                   | ГАЗ                                                 |
| Число ступенів КП, штук                           | 5                                                   |
| Двигун                                            | ММЗ Д 245.7 Е2 (Дизель, Євро-2)                     |
| Розташування двигуна                              | зпереду                                             |
| Кількість циліндрів                               | 4 рядно                                             |
| Робочий об'єм, літри                              | 4,7                                                 |
| Ємність паливного бака, літри                     |                                                     |
| Відповідність екологічним нормам                  | Euro-2                                              |
| Обертальний момент, Нм                            | 422                                                 |
| Потужність, кВт.                                  | 90                                                  |
| Охолодження                                       | рідинна система                                     |
| Робоча гальмівна система                          |                                                     |
| Зупинкова гальмівна система                       |                                                     |
| Додаткова гальмівна система                       |                                                     |
| Резервна гальмівна система                        |                                                     |
| система ABS                                       | +                                                   |
| Педалі акселератора, гальма і зчеплення           |                                                     |
| Витрати пального                                  | 16                                                  |
| Час розгону до швидкості 60 км/год, сек           |                                                     |
| Максимальна постійна швидкість руху, км/год       |                                                     |

## Конкуренти
- БАЗ-А079
- ЗАЗ А07А
- Богдан А201
- Стрий Авто А0756
- Стрий Авто А0755

## Зноски
1. ↑  ООО Украинско-венгерское предприятие “Икарбус”. Архів оригіналу за 15 серпня 2010. Процитовано 28 листопада 2011. {{cite web}}: Вказано більш, ніж один |url-архіву= та |archive-url= (довідка); Вказано більш, ніж один |дата-архіву= та |archive-date= (довідка)